# Ninjago

Het voormalige logo van Ninjago

Ninjago is een Amerikaans-Deense animatieserie, gecreëerd door Michael Hegner en Tommy Andreasen. De serie is gebaseerd op het gelijknamige LEGO thema: Ninjago. De eerste tien seizoenen droegen de titel Ninjago: Masters of Spinjitzu.

## Plot
Lang voordat tijd een naam had, gebruikte de Eerste Spinjitzumeester de kracht van de Gouden Wapens om Ninjago te creëren. Opgeleid in de legendarische kunst van Spinjitzu door de wijze Meester Wu, vecht een groep jonge ninja's (Kai, Jay, Cole en Zane, en later ook Lloyd en Nya) met beheersing over de elementen om hun land te verdedigen tegen degenen die het willen veroveren. Elk seizoen richt zich op een andere, meer of alle ninja's en heeft een andere groep gevarieerde antagonisten.

## Hoofdcast

### Serie
| Personage  | Originele stem          | Nederlandse stem      |
| ---------- | ----------------------- | --------------------- |
| Kai        | Vincent Tong            | Xander Gallois        |
| Jay        | Michael Adamthwaite     | Thijs van Aken        |
| Zane       | Brent Miller            | Trevor Reekers        |
| Cole       | Kirby Morrow (S1-14)    | Levi van Kempen       |
| Cole       | Andrew Francis (S15)    | Levi van Kempen       |
| Lloyd      | Jillian Michaels (S1-7) | Buddy Vedder (S1-S7)  |
| Lloyd      | Sam Vincent (S8-15)     | Jaap Strijker (S8-15) |
| Nya        | Kelly Metzger           | Meghna Kumar          |
| P.I.X.A.L. | Jennifer Hayward        | Fleur van de Water    |
| Wu         | Paul Dobson             | Edward Reekers        |
| Garmadon   | Mark Oliver             | Has Drijver           |
| Misako     | Kathleen Barr           | Hilde de Mildt        |
| Dareth     | Alan Marriott           | Kevin Hassing         |

### Film
Er werd voor de film uitzonderlijk een andere stemmencast gebruikt. Het personage Koko is Misako uit de serie, maar is hier beduidend jonger dan in de serie.
| Personage | Stem (Engels)   | Stem (Nederlands)     | Stem (Vlaams)        |
| --------- | --------------- | --------------------- | -------------------- |
| Lloyd     | Dave Franco     | Levi van Kempen       | Mathias Coppens      |
| Kai       | Michael Peña    | Boyan van der Heijden | Dimitri Verhoeven    |
| Jay       | Kumail Nanjiani | Kevin Hassing         | Bert Vannieuwenhuyse |
| Zane      | Zach Woods      | Trevor Reekers        | Frank Hoelen         |
| Cole      | Fred Armisen    | Vinchenzo             | Emmanuel Flaam       |
| Nya       | Abbi Jacobson   | Jill van Dooren       | Liesbeth De Wolf     |
| Wu        | Jackie Chan     | Jörgen Raymann        | Jakob Beks           |
| Garmadon  | Justin Theroux  | Cees Geel             | Rikkert Van Dijck    |
| Koko      | Olivia Munn     |                       | Kristel Verbeke      |

## Personages

### Ninja’s
- Lloyd: De Groene Ninja en Elementaire Meester van Energie, die hem de mogelijkheid geeft om energie te manipuleren. Hij is de huidige leider van de ninja’s, zoon van Garmadon en Misako, neef van Meester Wu en de kleinzoon van de Eerste Spinjitzu Meester. Hij hanteert vaak een katana of dubbele katana's. Lloyd maakt zijn debuut in het eerste seizoen als een ondeugend kind dat een kwaadaardige krijgsheer wil zijn zoals zijn vader. Lloyd wordt hervormd door de ninja’s en Meester Wu, voordat hij zijn lot ontdekt als de geprofeteerde Groene Ninja. Hoewel aanvankelijk ondeugend en naïef, wordt Lloyd getemperd door ervaring in de loop van de serie om een volwassen, wijs en bekwame ninja te worden. Hoewel hij wordt afgeschilderd als het jongste lid van het team, is Lloyd's karakter ontwikkeld tot de natuurlijke leider.
- Kai: De rode ninja en Elementaire Meester van Vuur. Net als Lloyd hanteert hij vaak een katana of dubbele katana's. Kai is loyaal aan zijn vrienden en familie en is vaak bereid om alles te doen om hun veiligheid te waarborgen. Hij handelt vaak op emotie in plaats van op rede, waardoor hij heethoofdig, eigenwijs en onbezonnen is. Hij heeft ook een sterk verantwoordelijkheidsgevoel jegens zijn vrienden. Kai is de oudere broer van Nya en zoon van Ray en Maya. Zijn grote liefde is Skylor Chen.
- Jay: De blauwe ninja en Elementaire Meester van Bliksem. Hij hanteert vaak nunchucks en meer recentelijk een kusarigama. Zijn elementaire kracht geeft hem beperkte elektriciteitsmanipulatie. Hij is ook een bekwame monteur en is technologisch onderlegd. Jay is inventief en snelzinnig en gebruikt vaak komedie om stressvolle situaties te verlichten. Hij is gemakkelijk prikkelbaar en geneigd om in paniek te raken in crisis, maar is, net als de andere ninja, intens loyaal aan zijn vrienden, vooral aan zijn vriendin Nya. Hij is de zoon van Cliff Gordon en de vorige Elementaire Meester van Bliksem, maar werd geadopteerd en opgevoed door Ed en Edna Walker.
- Zane: De witte/titanium ninja en Elementaire Meester van Ijs. Hij hanteert vaak driepuntige shuriken en, meer recentelijk, een pijl en boog. Zane is intelligent en berekenend en geeft vaak informatie aan de ninja wanneer dat nodig is. Aanvankelijk mist hij normale sociale vaardigheden, zoals gevoel voor humor, maar later wordt onthuld dat Zane stiekem een androïde (of "Nindroid") is, een feit dat zowel de ninja als Zane zelf niet kent. Hoewel hij van nature nog steeds logisch en feitelijk is, heeft zijn broederschap met de andere ninja hem in staat gesteld meer menselijke kenmerken te ontwikkelen. Hij is de zoon/creatie van Dr. Julien.
- Cole: De zwarte ninja en Elementaire Meester van Aarde. Hij hanteert vaak zijs, in de laatste seizoenen, een oorlogshamer. Zijn elementaire kracht geeft hem beperkte aardmanipulatie en superkracht. Beschreven als de oorspronkelijke leider van de ninja, is hij loyaal aan zijn vrienden en familie en heeft hij een speciale liefde voor eten, vooral cake. Hij is de zoon van Lou, een lid van een kapperskwartet, en Lilly, de vorige Elementaire Meester van Aarde.
- Nya: De grijze/blauwe ninja, Elementaire Meester van Water en de originele Samurai X. Ze hanteert vaak een zwaard en, meer recentelijk, een drietand. In vroege seizoenen draagt ze rood als Samurai X en later donkerrood. Hoewel ze geen origineel lid is van het ninjateam, sluit Nya zich aan wanneer haar vaardigheden nodig zijn. Stoer en vastberaden, weigert ze iemand haar te laten vertellen wat ze moet doen. Hoewel ze soms koppig kan zijn, geeft Nya om haar vrienden en familie, neemt ze vaak de meest volwassen beslissingen van de groep en dient ze als emotionele ondersteuning. Als ervaren monteur bouwt ze vaak voertuigen voor de andere ninja’s. Nya is Kai's jongere zus, de dochter van Ray en Maya en de vriendin van Jay.

- Meester Wu: De wijze, oude meester van de ninja die vaak de staf van zijn vader hanteert. Hij is Lloyd's oom, jongere zoon van de Eerste Spinjitzu Meester en broer van Garmadon.
- Garmadon: Lloyd's vader, Wu's oudere broer, Misako's vervreemde echtgenoot en oudere zoon van de eerste Spinjitzu Master. Garmadon is de belangrijkste slechteriken van de eerste seizoenen. In seizoen 2 wordt hij gereinigd van het kwaad en wordt hij een sensei voor de ninja in seizoen 3. In seizoen 4 wordt hij geofferd aan het vervloekte rijk en in seizoen 8 opgewekt als een wezen van puur kwaad. Na het veroveren van Ninjago wordt zijn schrikbewind eindelijk tot een einde gebracht door Lloyd en wordt hij opgesloten in de Kryptarium-gevangenis. In seizoen 10 wordt hij vrijgelaten om de ninja te helpen de Oni te verslaan, waarna hij vrijloopt. In seizoen 15 verschijnt hij opnieuw om de Ninja te helpen de Overlord te bestrijden. Door zijn Oni afkomst leeft Garmadon al duizenden jaren.

#### Bondgenoten
- Misako: een archeoloog die nauw samenwerkt met de ninja's. Ze is de moeder van Lloyd en de vrouw van Garmadon.
- De Valk: een valk die een speciale band ontwikkeld met Zane. Vaak helpt hij de ninja's.
- Cyrus Borg: een dokter en het hoofd van Borg Industries. Hij is de ongewilde maker van het Nindroid-leger en hij werkt samen met de ninja's.
- P.I.X.A.L.: haar naam staat voor Primary Interactive X-ternal Assistant Life-form en is een android, gecreëerd door Cyrus Borg. Ze is de vriendin van Zane en werkt samen met de ninja's.
- Ronin: een egoïstische maar handige ex-dief en premiejager. Hij is een bondgenoot van de ninja's.
- Dareth: de Bruine Ninja en de belangrijkste karatemeester. Hij is de trainer van sensei wu’s vader en is dus ouder dan beide, dit maakt hem het belangrijkste en oudste personage in de hele serie.
- Nya: voormalige Elementmeester en ninja van het Water. Ze is de jongere zus van Kai, de vriendin en Yang van Jay en, Ray en Maya's dochter.
- Sally: singer-songwriter in Ninjago.

### Meesters van de elementen
Naast de ninja's zijn er ook andere personages die een bepaald element beheersen.
- Ash: de Meester van Rook.
- Bolobo: de Meester van Natuur.
- Chamille: de Meester van Vorm.
- Gravis: de Meester van Zwaartekracht.
- Griffin: de Meester van Snelheid.
- Jacob: de Meester van Geluid.
- Karlof: de Meester van Metaal.
- Neuro: de Meester van Gedachten.
- Paleman: de Meester van Licht.
- Skylor: Meester van Amber, de kracht om elementen over te nemen
- Tox: de Meester van Vergif.
- Acronix: een van de voormalige Meesters van Tijd, kon vooruit gaan en de tijd slomer laten worden in een bubbel.
- Krux: een van de voormalige Meesters van Tijd, kon achteruit gaan en de tijd stil zetten in een bubbel.
- Morro: de Meester van Wind.
- Ray: Meester van Vuur, vader Kai en Nya.
- Maya: Meester van water, moeder Kai en Nya.

### Vijanden
Garmadon: Garmadon is de kwaadaardige broer van meester Wu. Hij wil de 4 Gouden Wapens bezitten en is de koning van de Skulkin. Hij was eerst een normaal persoon net zo als Wu maar hij werd gebeten door de Great devourer. Een slang die overvloekt werd door de Overlord.
Skulkin: De Skulkin (ook wel de Skeletons of Skeleton Army genoemd) is een legioen ondode skeletten uit de onderwereld die werkten om de Gouden Wapens te claimen voor hun meester, Lord Garmadon.
- Samukai: was een geduchte Skulkin-generaal met vier armen. Op een gegeven moment stierf hij en werd herboren als een Skulkin in de onderwereld, waar hij het leger van de ondoden verenigde en hun koning werd. Totdat Garmadon hem van de troon stootte.
- Nuckal, Whyplash en Kruncha: Onhandige Skulkin-ondergeneraals.

Serpentijnen: een slangenleger bestaand uit de 5 Serpentijnenstammen. Onder de leiding van Pythor, de laatste Anacondrai.
- Skales: Slangenleider van de stam de Hypnobrai.
- Acidicus: Slangenleider van de stam de Venomari.
- Skalidor: Slangenleider van de stam de Constrictai.
- Fangdom: Slangenleider van de stam de Fangpyre.
- Pythor: een Anacondrai die na jaren zonder voedsel in een tombe te hebben gezeten zijn soort heeft verslonden. Nu is hij uit op wraak op de mensen die de Serpentijnen in tombes hebben opgesloten. Hij wil de Grote Verslinder met de 4 Zilveren Fangblades loslaten.
- De Grote Verslinder: een mythische slang die blijft groeien zolang hij slachtoffers maakt of dingen opeet. Het vergif van de Verslinder heeft Garmadon gebeten op jonge leeftijd en het kwaad in hem geplant.

The Overlord/ The Darklord: een oorspronkelijke boze geest, de schepper van het Stenen Leger en de bron van alle Duisternis in Ninjago. Een sinistere duistere entiteit, hij verscheen voor het eerst als een draakachtig wezen dat de Eerste Spinjitzu-meester uitdaagde, die zich terdege bewust was van de ware aard van het wezen. Na een langdurig gevecht slaagde de Eerste Spinjitzu-meester erin door het Stenen Leger te verslaan en de Overlord op het Donkere Eiland in de val te lokken. De duistere entiteit, die niet bereid was in een nederlaag af te treden, corrumpeerde een eenzame slang: De Grote Verslinder en stuurde deze achter de oudste zoon van de Spinjitzu-meester, Garmadon, aan om zijn plan in gang te zetten.
Piraten: Een groep piraten die vroeger de bemanningsleden van de Destiny's Bounty waren, het vliegende schip van de ninja's.
Stenen Leger: een antiek leger van soldaten bestaande uit steen, onder de leiding van generaal Kozu en de Overlord.
- Generaal Kozu: de generaal van Het Stenen Leger die de taal van het Stenen Leger en Ninjago kan spreken.

Nindroids: een leger robots, onder de leiding van Cryptor, Pythor en de Digitale Overlord.
- Cryptor: de generaal van de Nindroids.
- Mindroid: Nindroid-krijger met kortere benen. De andere Nindroids pesten hem hiermee.

Anacondrai Cultists: een sekte die met een transformatiespreuk zichzelf in Anacondrai willen veranderen.
- Chen: eigenaar van Chens noedelrestaurants en de leider van de Anacondrai Cultists, hij probeert zichzelf en zijn leger te veranderen in de uitgestorven Anacondrai om Ninjago over te nemen. Chen is de vader van Skylor

Geesten: een spookleger, onder de leiding van Morro en de Excellente.
- Morro: de eerste leerling van Wu en tevens meester van Wind. Hij geloofde dat hij de Groene Ninja kon worden maar werd teleurgesteld. Hij stierf tijdens een van zijn ondernemingen om de graftombe van de Eerste Spinjitzu Meester te vinden om te bewijzen dat hij de Groene Ninja kon zijn. Hij verdween als geest naar het Vervloekte Rijk. Nadat hij ontstnapt was probeerde hij zijn meester, de Excellente, te bevrijden door middel van het Rijk kristal.
- Excellente: de fysieke vorm van het Vervloekte Rijk, de leider van alle zielen die naar het Vervloekte Rijk zijn verbannen.

Luchtpiraten: een groep piraten met een luchtschip, onder de leiding van de Djinn Nadakhan.
- Nadakhan: een Djinn die drie wensen kan leveren aan iedereen, maar in daadwerkelijkheid zichzelf sterker maakt door de wensen. De leider van de Luchtpiraten. Nadakhan wil zich op de ninja's wreken omdat zij verantwoordelijk zijn voor de vernietiging van zijn thuisrijk Djinnjago. Met het Zwaard der Zielen en zijn wensenmagie probeert hij een voor een de ninja's te vangen en zo in kracht te groeien zodat hij zijn eigen koninkrijk kan bouwen in de lucht boven Ninjago.
- Flintlocke: Eerste stuurman van de Ongeluksschuit, het piratenschip van Nadakhan
- Clancee: Serpentijnenhybride en dekzwabber op de Ongeluksschuit.
- Dogshank: Grote vrouwelijke piraat die werkt voor Nadakhan.
- Monkey Wretch: Robotaap en monteur op de Ongeluksschuit.
- Doubloon: Man met 2 gezichten die werkt voor Nadakhan. Doubloon heeft ergens de kunst van Spinjitzu geleerd.

Vermillion/Oranje Krijgers: een leger van antropomorfe slangen bestaande uit kleine slangen, onder de leiding van de tweeling; Acronix en Krux. De Vermillionslangen komen uit eieren gelegd door de Grote Verslinder
- Acronix en Krux: de voormalige Meesters van Tijd. Ze willen de 4 Tijdblades met de hun verloren krachten verzamelen om een tijdmachine te bouwen. Hiermee willen ze de jongere Wu en Garmadon verslaan in het verleden in een gevecht dat ze eerst verloren.

Zonen van Garmadon: een motorbende, geleid door Harumi.
- Harumi: Ex-prinses van Ninjago. Ze wil de kwaadaardige Garmadon terugbrengen van de dood om zich te wreken op de ninja's.

Drakenjagers: een bende die draken gevangen neemt, ze werden geleden door de Iron Baron.
- Iron Baron: de leider van de drakenjagers totdat hij werd doodgemaakt door de moeder van alle draken, de Firstbourne.

Oni: een demonenleger van het Eerste Rijk, hun leider heet de Omega.
- De Omega: Leider van de Oni

Vuurslangen: een vuurslangenleger onder de macht van Char en Aspheera.
- Aspheera: een slangentovenaar die nadat ze voor 1000 jaar opgesloten zat in een piramide wraak zoekt naar meester Wu.

Sneeuwstorm Samurai: een samuraileger onder de macht van generaal Vex en de IJskeizer in het ver weg gelegen Nooitrijk.
- De IJskeizer: Zane onder de controle van de Rol van Verboden Spinjitzu en onder de invloed van generaal Vex.

Unagami en zijn leger
- Red Visors: een bende robots in de game Prime Empire. Ze worden geleiden door Unagami, de game zelf.
- Unagami: de game Prime Empire, zoekend naar antwoord waarom zijn maker Milton Dyer hem heeft verlaten.

Awakened Warriors: een leger zwarte skeletten onder de macht van de Schedelmagiër.
- De Schedelmagier: een man die met de macht van de Schedel van Hazza d'Ur de kerkers van Shintaro regeert. Zijn echte identiteit is de koning Vangelis van Shintaro.
- Verdrietbrenger: Een oude draak die met de krachten van de Schedelmagier weer tot leven is gewekt.

De Bewaarders: Oude stam eilanders die hebben gezworen om een Storm Amulet te bewaken.
- Stamhoofd Mammatus: Leider van de Bewaarders
- PoulErik: Bewaarder met 2 hoofden op elkaar.

Merlopianen
- Prince Kalmaar: Een octopus uit de zeestad Merlopia. Hij wekte met de Storm en Golf amulet de zeeslang Wojira op. Hij was de zoon van Koning Trimaar.
- Maaray bewakers: De bewakers van Prince Kalmaar. Zappen de ninja's vaak met hun drietanden.
- Wojira: Een zeeslang die de elementen krachten storm en golf bezit. Vocht tegen de eiland bewoners en de merlopianers uit Merlopia. Werd eerst in slaap gebracht door Nyad.

## Afleveringen
Alle afleveringen zijn verdeeld in seizoenen. 
1. Pilot: Verhaal: De pilot-afleveringen introduceren vijf van de zes belangrijkste tienerninja-personages van de show, genaamd Kai, Cole, Jay, Zane en Nya en hun wijze meester, Sensei Wu, die de centrale personages van de serie zouden blijven. De verhaallijn concentreert zich op de inspanningen van het ninjateam om te voorkomen dat de gemene Lord Garmadon de vier gouden wapens van Spinjitzu bemachtigt. Afleveringen: 2. Later opgesplitst in 4.
2. Seizoen 1: ``Rise of the snakes'': Verhaal: Om het land van Ninjago te beschermen moeten Kay, Jay, Cole en Zane zich meester maken van hun elementaire krachten en Spinjitzu wapens. Het wordt ze echter niet gemakkelijk gemaakt door Lord Garmadons zoon, Lloyd Garmadon die weinig goeds van plan is, en Pythor die onder andere dreigt met het vrijlaten van de Grote Verslinder. Afleveringen: 13.
3. Seizoen 2: ``Legacy of the green ninja'':  Verhaal: Lord Garmadon is verdwenen met alle vier de gouden wapens en nu heeft hij de Serpentijnen in zijn macht. Ondertussen geven de ninja's Lloyd meer training zodat hij sterk genoeg zal zijn om Lord Garmadon tijdens het uiteindelijke grote gevecht te verslaan. Afleveringen: 13